# Абсолютный чемпионат СССР по самбо 1978
Абсолютный чемпионат СССР по самбо 1978 года на призы газеты «Красная Звезда» проходил в Кстово 3—4 декабря в городской школе самбо. Главным судьёй соревнований был Владимир Снастин, первый в мире судья международной категории по самбо. Соревнования носили экспериментальный характер. Участники были разбиты на четыре весовых категории: до 60, 75, 90 кг и абсолютная категория.

## Медалисты
| Весовая категория    | Золото                     | Серебро                 | Бронза                                                 |
| -------------------- | -------------------------- | ----------------------- | ------------------------------------------------------ |
| До 60 кг             | Александр Зверев Москва    | Виктор Тютерев Фрунзе   | Сергей Громов Москва Юрий Круглов Куйбышев             |
| До 75 кг             | Николай Баранов Кстово     | Зяки Умяров Дзержинск   | Константин Герасимов Саратов Александр Неклюдов Кстово |
| До 90 кг             | Виктор Чингин Ленинград    | Вячеслав Колесов Одесса | Сергей Аракелян Ереван Андрей Гурьев Москва            |
| Абсолютная категория | Владимир Сободырев Андижан | Владимир Саунин Киев    | Евгений Солодухин Москва Михаил Кокорин Ленинград      |